# Лафейетт (Индиана)
Лафейетт (англ. Lafayette) — город в округе Типпекану, штат Индиана, США.
Его городами-побратимами являются Лункоу (Китай) и Ота (Япония).

## География
Расположен в 63 милях (101 км) к северо-западу от Индианаполиса и в 105 милях (169 км) к юго-востоку от Чикаго. Площадь, занимаемая городом, составляет около 76 км².

## История
Лафейетт был основан в 1825 году торговцем Уильямом Дигби (William Digby) на юго-восточном берегу реки Уобаш, недалеко от того места, где река становится непроходимой для речных судов вверх по течению. В трех милях вниз по течению на противоположном берегу с 1717 года существовал французский форт и торговый пост. Город был назван в честь французского генерала маркиза Жильбера Лафайета, военного и политического деятеля.
Железные дороги прибыли в город в 1850-х годах, связав его с другими городами, в частности дорога Monon Railroad соединила Лафейет с другими местами Индианы. Лафейет стал местом первой официальной доставки авиапочтой в Соединенных Штатах, которая состоялась 17 августа 1859 года, когда Джон Уайз пилотировал воздушный шар, стартовавший на территории здания суда в Лафейете. Уайз надеялся достичь Нью-Йорка, однако погодные условия вынудили воздушный шар приземлиться возле города Кроуфордсвилля, штат Индиана, и почта была доставлена в конечный пункт на поезде. В 1959 году почтовая служба США выпустила почтовую марку стоимостью 7 центов, посвященную 100-летию этого события.
В 1995 году город был награждён премией «All-America City Award» (с англ. — «Всеамериканский город») присуждаемой Национальной гражданской лигой, которую неофициально называют «Нобелевской премией за конструктивное гражданство» и которая выдается за активную гражданскую позицию жителей некорпоративных сообществ Соединённых Штатов в жизни местного самоуправления.

## Экономика
Бо́льшая часть экономики города и его окрестностей сосредоточена вокруг академической и промышленной деятельности Университета Пердью, где задействована наибольшая часть рабочей силы Лафейетта. 

### Транспорт
Город не имеет собственного аэропорта, ближайший аэропорт гражданской авиации — Аэропорт университета Пердью — принадлежит Университету Пердью в Уэст-Лафейетте. Ближайший коммерческий аэропорт — это Международный аэропорт Индианаполиса, расположенный примерно в 60 милях к юго-востоку от Лафейетта.
Через город проходит несколько автомобильных дорог. Перевозки железнодорожным транспортом осуществляет компания Amtrak по дорогам Norfolk Southern Railway, Kankakee, Beaverville and Southern Railroad, Toledo, Peoria and Western Railway и другим.